# 佐久間精一
佐久間 精一（さくま せいいち、1929年 - ）は、日本のアマチュア天文家。川崎天文同好会及び日本変光星研究会の会員でもある。

## 人物
東京府立第六中学校（現・東京都立新宿高等学校）の1年生だった1942年から変光星の観測を始めた。府立六中卒業後横浜工業専門学校（現・横浜国立大学理工学部）に進学。横浜工専の学生時代に神奈川県内の他のアマチュア天文家と連絡を取り合い、1947年10月には自身が在学していた横浜工専で野尻抱影・神田茂を招いて天文普及講演会を開いた。横浜工専卒業後は大手化学工業メーカーに入社し技術者として「科学技術伸長度ナンバーワンの国・日本」を支えた。
学生時代は東京都世田谷区に住んでいたが、神奈川県川崎市に転居してから自宅に観測小屋を作り、40cmの口径を持つ反射望遠鏡をセットし、暗い変光星を中心に観測している。日本国外での変光星観測者の会合にも積極的に参加し、日本の変光星観測者による変光星観測をPRした。
佐久間が活動した時代は、日本の高度成長期に当り、科学技術の歪も顕著となった。たとえば彼の地元・川崎市では川崎喘息、大気汚染問題がクローズアップされ、職業がら公害問題にも関心が深かった。小惑星6809番は、彼の変光星天文学を中心とする、天文学全体への寄与を記念し命名された。
彼は、天文家の立場から、光害問題の啓蒙に尽力した。口径5センチの双眼鏡で、冬にすばる、夏にこと座の「落ちる鷲」部分の限界等級を測定する方法を発案、普及したのも彼である。これは富士山の視程観測等から大気汚染を測定する従来方法とは別に、空の透明度を測る方法と当時はみなされた。大気汚染と光害とを関連づけながら、環境庁（現・環境省）が環境問題として光害を問題視する端緒となり、その後の光害問題の取組み全体に大きな影響を与えた。1988年に当時の環境庁は各地で星空がどのように見えるかの星空コンテストを実施し、星がよく見える場所の順位を決めているが、星空コンテストは佐久間のアイデアがきっかけで実現したものである。
もともと恒星の観測限界等級に関心のある彼は、はやくから光害問題に注目し、早期の陳情活動に加わっている。「当時水俣病患者の陳情団とすれ違った時、『光害反対の側に立つ人間は、本質的にお上の側である。』と言われ、悲しかった」との語録を残す。その水俣病問題が、総じて患者の言い分が受け入れられながら和解が進む中、「体制側」のはずの光害が、必ずしも解決したと言えないのは、なんとも皮肉な事である。
佐久間はまた、星空を守る会会長で天体力学の権威・古在由秀や天文学者で国立科学博物館の元理工学研究部研究官・村山定男とも交流があり、村山が始めた国立科学博物館を拠点とする地域天文サークル活動にも早くから参画し、東京・下町周辺の天文学普及活動に影響を与えた。後に村山は天文博物館五島プラネタリウムの館長になったが、佐久間も、天文博物館五島プラネタリウム学芸委員会に加わって、活動を最後まで助成している。
日本ではすっかり多数派意見となった、「無駄な公共事業による地域の問題」に、地元で率先取組み、非営利団体を設立し活動している。